# Max et Co
Pour plus de détails, voir Fiche technique et Distribution.
Max et Co est un long métrage d'animation franco-belgo-suisse réalisé par Samuel et Frédéric Guillaume et sorti en 2007.

## Synopsis
Max, un jeune renard de 15 ans, arrive un jour dans le village de Saint-Hilare à la recherche de son père, le célèbre Johnny Bigoude, avec lequel il partage la passion du bigoude un instrument de musique peu commun. Grâce à l’aide de madame Doudou, l’institutrice locale, Max trouve un travail comme musicien d’ascenseur dans l’unique usine du village, Bzzz et Co, célèbre fabrique de tapettes à mouches. 
Mais les affaires de Bzzz et Co ne vont pas pour le mieux et un savant fou venu de la maison mère décide de produire des mouches en quantité pour les relancer.

## Fiche technique
- Titre : Max et Co
- Réalisation : Samuel et Frédéric Guillaume
- Scénario : Emmanuel Salinger, Christine Dory
- Musique : Bruno Coulais
- Production : Robert Boner et Benoît Dreyer
- Pays de production :  Belgique,  France,  Royaume-Uni,  Suisse
- Langue originale : français
- Budget : estimé à 30 millions de francs suisses (19,2 millions d'euros), soit le budget le plus important du cinéma suisse lors de sa sortie
- Durée : 76 minutes
- Dates de sortie :
  - France : 11 juin 2007 (festival d'Annecy) ; 13 février 2008 (sortie nationale)
  - Canada : 8 septembre 2007 (festival de Toronto)
  - Suisse : 21 janvier 2008
  - Belgique : 6 février 2008
  - Russie : 14 février 2008
- Dates de sortie DVD :
  - France : 27 août 2008
  - Suisse : 31 juillet 2008

## Distribution
- Lorànt Deutsch : Max
- Patrick Bouchitey : Rodolfo
- Virginie Efira : Cathy
- Sanseverino : Sam
- Micheline Dax : Mme Doudou
- Denis Podalydès : Martin
- Amélie Lerma : Félicie
- François Levantal : Bernard
- Sophie Riffont : Lorena, une naïade
- Bernard Ballet : Marcel
- Éric Prat : Lagaffe
- Dominique Parent : Nanard, le prêtre
- Mathias Mlekuz : Bobole
- Camille Garcia : Une mouche
- Éléonore Chaix Une mouche, une naïade
- Céline Sallette : Une mouche
- Laure Calamy : Une mouche
- Emmanuel Salinger : Le serveur
- Jocelyne Desverchère : Germaine
- Richard Berry : Le président
- Tonie Marshall : Lydie

## Autour du film
- Les personnages animés, réalisés en silicone, évoluent sur un fond de paysages suisses réels, filmés sur les hauteurs du lac Léman.
- Johnny Bigoude, le nom de scène du père de Max et de l'instrument de musique « bigoude », sont inspirés de la chanson de Chuck Berry Johnny B. Goode.

## Distinctions
- Festival international du film d'animation d'Annecy 2007 : prix du public
- Festival international du film de Rimouski : prix du public
- Festival Voix d'Etoile : prix de la meilleure interprétation féminine pour Amélie Lerma
- Festival Monstra de Lisbonne : prix du meilleure film pour enfants